# Eishockey-Europameisterschaft der U18-Junioren 1998
Die 31. Eishockey-Europameisterschaft der U18-Junioren fand vom 11. bis 19. April 1998 in Malung und Mora in Schweden statt. Die Spiele der B-Gruppe wurden vom 5. bis 12. April 1998 in den deutschen Städten Füssen und Memmingen ausgetragen. Die C-Gruppe spielte vom 16. bis 20. März 1998 in Zagreb in Kroatien. Luxemburg war vom 3. bis 8. März 1998 Austragungsort der D-Gruppe.
Die U18-Europameisterschaft (EM) wurde im Folgejahr durch die U18-Weltmeisterschaft (WM) abgelöst. Dazu wurde die bisherige A-Gruppe der EM mit der Aufnahme der USA zur A-Gruppe der WM (Kanada nahm erst ab 2002 teil). Die B-EM wurde zur B-WM. C- und D-Gruppe wurden zur neuen Europa-Division I und II, diesen gleichberechtigt wurde die Asien-Ozeanien-Division I und II gestellt, die aus den Teilnehmern der bisherigen U18-Asien-Ozeanien-Meisterschaft gebildet wurden.

## A-Gruppe

### Vorrunde
Gruppe 1
| Spiele        | RUS | FIN | CZE  | NOR  | Tore  | Pkt. |
| ------------- | --- | --- | ---- | ---- | ----- | ---- |
| 1. Russland   |     | 4:1 | 2:2  | 5:1  | 11:04 | 5:1  |
| 2. Finnland   | 1:4 |     | 7:2  | 8:0  | 16:06 | 4:2  |
| 3. Tschechien | 2:2 | 2:7 |      | 12:1 | 16:10 | 3:3  |
| 4. Norwegen   | 1:5 | 0:8 | 1:12 |      | 02:25 | 0:6  |

Gruppe 2
| Spiele      | SWE  | SUI | SVK | UKR  | Tore  | Pkt. |
| ----------- | ---- | --- | --- | ---- | ----- | ---- |
| 1. Schweden |      | 6:0 | 5:3 | 13:1 | 24:04 | 6:0  |
| 2. Schweiz  | 0:6  |     | 4:1 | 5:1  | 09:08 | 4:2  |
| 3. Slowakei | 3:5  | 1:4 |     | 5:1  | 09:10 | 2:4  |
| 4. Ukraine  | 1:13 | 1:5 | 1:5 |      | 03:23 | 0:6  |

### Endrunde
Für die Endrunde wurden die untereinander erzielten Ergebnisse aus der Vorrunde übernommen. Diese Resultate sind hier in Klammern dargestellt
Meisterrunde
| Spiele        | SWE   | FIN   | RUS   | CZE   | SUI   | SVK   | Tore  | Pkt. |
| ------------- | ----- | ----- | ----- | ----- | ----- | ----- | ----- | ---- |
| 1. Schweden   |       | 2:2   | 5:1   | 4:6   | (6:0) | (5:3) | 22:12 | 7:03 |
| 2. Finnland   | 2:2   |       | (1:4) | (7:2) | 3:2   | 4:2   | 17:12 | 7:03 |
| 3. Russland   | 1:5   | (4:1) |       | (2:2) | 4:0   | 2:1   | 13:09 | 7:03 |
| 4. Tschechien | 6:4   | (2:7) | (2:2) |       | 7:1   | 5:3   | 21:17 | 7:03 |
| 5. Schweiz    | (0:6) | 2:3   | 0:4   | 1:7   |       | (4:1) | 07:20 | 2:08 |
| 6. Slowakei   | (3:5) | 2:4   | 1:2   | 3:5   | (1:4) |       | 10:20 | 0:10 |

Spiele um Platz 7
Die A-Gruppe der nachfolgenden Weltmeisterschaft wurde auf zehn Mannschaften vergrößert. Damit entfiel die Ermittlung eines Absteigers aus der höchsten Spielklasse.
| Norwegen | 1:2 (0:0, 0:1, 1:1) | 4:3 (2:1, 2:1, 0:1) | 5:2 (3:0, 2:1, 0:1) | Ukraine |  |

### Europameistermannschaft: Schweden
| U18-Europameister Schweden | Johan Asplund, Tobias Bössfall – Christian Bäckman, Gabriel Karlsson, Rickard Borgqvist, Patrik Lindfors, Peter Messa, Jonas Westerholm, Kristoffer Gustavsson, David Nyström, Niklas Kronwall, – Henrik Sedin, Daniel Sedin Jonas Frögren, Per Hallin, David Svee, Tony Mårtensson, Christian Berglund, Göran Lindbom, Rickard Wallin, Henrik Zetterberg, Mattias Weinhandl |

### Auszeichnungen
| Auszeichnung       | Spieler         | Team     |
| ------------------ | --------------- | -------- |
| Top-Scorer         | Daniel Sedin    | Schweden |
| Bester Torhüter    | Kristian Antila | Finnland |
| Bester Verteidiger | Mikko Jokela    | Finnland |
| Bester Stürmer     | Daniel Sedin    | Schweden |

All-Star-Team
| Angriff:      | Denis Schwidki – Daniel Sedin – Marko Ahosilta |
| Verteidigung: | Mikko Jokela – Dmitri Kalinin                  |
| Tor:          | Kristian Antila                                |

## B-Gruppe

### Vorrunde
Gruppe 1
| Spiele            | GER | BLR | DEN | GBR | Tore  | Pkt. |
| ----------------- | --- | --- | --- | --- | ----- | ---- |
| 1. Deutschland    |     | 4:2 | 4:3 | 5:0 | 13:05 | 6:0  |
| 2. Belarus        | 2:4 |     | 6:3 | 4:0 | 12:07 | 4:2  |
| 3. Dänemark       | 3:4 | 3:6 |     | 5:1 | 11:11 | 2:4  |
| 4. Großbritannien | 0:5 | 0:4 | 1:5 |     | 01:14 | 0:6  |

Gruppe 2
| Spiele        | POL | ITA | HUN | FRA | Tore  | Pkt. |
| ------------- | --- | --- | --- | --- | ----- | ---- |
| 1. Polen      |     | 4:1 | 5:4 | 2:1 | 11:06 | 6:0  |
| 2. Italien    | 1:4 |     | 4:1 | 3:1 | 08:06 | 4:2  |
| 3. Ungarn     | 4:5 | 1:4 |     | 5:1 | 10:10 | 2:4  |
| 4. Frankreich | 1:2 | 1:3 | 1:5 |     | 03:10 | 0:6  |

### Endrunde
Für die Endrunde wurden die untereinander erzielten Ergebnisse aus der Vorrunde übernommen. Diese Resultate sind hier in Klammern dargestellt.
Meisterrunde
| Spiele         | GER   | ITA   | POL   | HUN   | BLR   | DEN   | Tore  | Pkt. |
| -------------- | ----- | ----- | ----- | ----- | ----- | ----- | ----- | ---- |
| 1. Deutschland |       | 5:2   | 4:0   | 4:1   | (4:2) | (4:3) | 21:08 | 10:0 |
| 2. Italien     | 2:5   |       | (1:4) | (4:1) | 2:0   | 9:1   | 18:11 | 06:4 |
| 3. Polen       | 0:4   | (4:1) |       | (5:4) | 5:8   | 6:6   | 20:23 | 05:5 |
| 4. Ungarn      | 1:4   | (1:4) | (4:5) |       | 2:1   | 12:9  | 20:23 | 04:6 |
| 5. Belarus     | (2:4) | 0:2   | 8:5   | 1:2   |       | (6:3) | 17:16 | 04:6 |
| 6. Dänemark    | (3:4) | 1:9   | 6:6   | 9:12  | (3:6) |       | 22:37 | 01:9 |

Spiele um Platz 7
Die Vergrößerung der A-Gruppe im Folgejahr erübrigte auch hier die Ermittlung eines Absteigers.
| Frankreich | 11:1 (3:0, 6:1, 2:0) | 5:2 (1:0, 2:0, 2:2) | Großbritannien |  |

### Auszeichnungen
| Auszeichnung       | Spieler        | Team        |
| ------------------ | -------------- | ----------- |
| Top-Scorer         | Yorick Treille | Frankreich  |
| Bester Torhüter    | Robert Müller  | Deutschland |
| Bester Verteidiger | Armin Helfer   | Italien     |
| Bester Stürmer     | Pawel Bely     | Belarus     |

## C-Gruppe

### Vorrunde
Gruppe 1
| Spiele         | AUT  | SLO  | ROM  | YUG  | Tore  | Pkt. |
| -------------- | ---- | ---- | ---- | ---- | ----- | ---- |
| 1. Österreich  |      | 5:3  | 15:3 | 13:1 | 33:07 | 6:0  |
| 2. Slowenien   | 3:5  |      | 9:1  | 10:0 | 22:06 | 4:2  |
| 3. Rumänien    | 3:15 | 1:9  |      | 6:3  | 10:27 | 2:4  |
| 4. Jugoslawien | 1:13 | 0:10 | 3:6  |      | 04:29 | 0:6  |

Gruppe 2
| Spiele      | LAT  | LTU | EST | KRO  | Tore  | Pkt. |
| ----------- | ---- | --- | --- | ---- | ----- | ---- |
| 1. Lettland |      | 6:1 | 7:0 | 10:4 | 23:05 | 6:0  |
| 2. Litauen  | 1:6  |     | 4:1 | 7:6  | 12:13 | 4:2  |
| 3. Estland  | 0:7  | 1:4 |     | 4:2  | 05:13 | 2:4  |
| 4. Kroatien | 4:10 | 6:7 | 2:4 |      | 12:21 | 0:6  |

### Platzierungsspiele
| Spiel um Platz 7 | Kroatien   | 5:3 (1:1, 2:1, 2:1) | Jugoslawien |  |
| Spiel um Platz 5 | Rumänien   | 5:0 kampflos        | Estland     |  |
| Spiel um Platz 3 | Litauen    | 3:2 (0:1, 2:1, 1:0) | Slowenien   |  |
| Finale           | Österreich | 4:3 (0:2, 2:1, 2:0) | Lettland    |  |

### Auszeichnungen
| Auszeichnung | Spieler         | Team       |
| ------------ | --------------- | ---------- |
| Top-Scorer   | Markus Peintner | Österreich |

## D-Gruppe
Die Spiele der D-Gruppe wurden im Patinoire de Kockelscheuer in Luxemburg ausgetragen.

### Vorrunde
Gruppe 1
| Spiele         | NED  | BEL  | BUL  | ISR  | Tore  | Pkt. |
| -------------- | ---- | ---- | ---- | ---- | ----- | ---- |
| 1. Niederlande |      | 7:3  | 12:0 | 12:0 | 31:03 | 6:0  |
| 2. Belgien     | 3:7  |      | 12:1 | 8:0  | 23:08 | 4:2  |
| 3. Bulgarien   | 0:12 | 1:12 |      | 3:2  | 04:26 | 2:4  |
| 4. Israel      | 0:12 | 0:8  | 2:3  |      | 02:23 | 0:6  |

Gruppe 2
| Spiele        | KAZ  | ESP  | ISL  | LUX  | Tore   | Pkt. |
| ------------- | ---- | ---- | ---- | ---- | ------ | ---- |
| 1. Kasachstan |      | 19:2 | 63:0 | 39:0 | 121:02 | 6:0  |
| 2. Spanien    | 2:19 |      | 4:1  | 17:2 | 023:22 | 4:2  |
| 3. Island     | 0:63 | 1:4  |      | 4:2  | 05:69  | 2:4  |
| 4. Luxemburg  | 0:39 | 2:17 | 2:4  |      | 04:60  | 0:6  |

### Endrunde
Für die beiden Gruppen der Endrunde wurden die untereinander erzielten Ergebnisse aus der Vorrunde übernommen. Diese Resultate sind hier in Klammern dargestellt.
Aufstiegsrunde
| Spiele         | KAZ    | NED   | BEL   | ESP    | Tore  | Pkt. |
| -------------- | ------ | ----- | ----- | ------ | ----- | ---- |
| 1. Kasachstan  |        | 14:1  | 20:1  | (19:2) | 53:04 | 6:0  |
| 2. Niederlande | 1:14   |       | (7:3) | 4:1    | 12:18 | 4:2  |
| 3. Belgien     | 1:20   | (3:7) |       | 5:3    | 09:30 | 2:4  |
| 4. Spanien     | (2:19) | 1:4   | 3:5   |        | 06:28 | 0:6  |

Platzierungsrunde
| Spiele       | BUL   | ISR   | ISL   | LUX   | Tore  | Pkt. |
| ------------ | ----- | ----- | ----- | ----- | ----- | ---- |
| 1. Bulgarien |       | (3:2) | 9:2   | 5:2   | 17:06 | 6:0  |
| 2. Israel    | (2:3) |       | 4:4   | 4:1   | 10:08 | 3:3  |
| 3. Island    | 2:9   | 4:4   |       | (4:2) | 10:15 | 3:3  |
| 4. Luxemburg | 2:5   | 1:4   | (2:4) |       | 05:13 | 0:6  |

### Auszeichnungen
| Auszeichnung | Spieler          | Team       |
| ------------ | ---------------- | ---------- |
| Top-Scorer   | Nikolai Antropow | Kasachstan |